# Dhivehi Premier League 2022-23
La Dhivehi Premier League 2022-23, también conocida coma Ooredoo Dhivehi Premier League por razones de patrocinio, fue la edición número 8 de la Dhivehi Premier League, la primera división del fútbol profesional de Maldivas.

## Clasificación
|                                                          | Equipo                            | Puntos | J  | G  | E | P  | GF | GC | DG  | \ |
| -------------------------------------------------------- | --------------------------------- | ------ | -- | -- | - | -- | -- | -- | --- | - |
| 1                                                        | Maziya Sports and Recreation Club | 40     | 14 | 13 | 1 | 0  | 56 | 4  | 52  |   |
| 2                                                        | Eagles                            | 35     | 14 | 11 | 2 | 1  | 57 | 17 | 40  |   |
| 3                                                        | Super United Sports               | 30     | 14 | 10 | 0 | 4  | 35 | 21 | 14  |   |
| 4                                                        | TC Sports Club                    | 22     | 14 | 7  | 1 | 6  | 21 | 24 | -3  |   |
| 5                                                        | Buru Sports                       | 18     | 14 | 6  | 0 | 8  | 18 | 26 | -8  |   |
| 6                                                        | United Victory                    | 12     | 14 | 4  | 0 | 10 | 15 | 49 | -34 |   |
| 7                                                        | Green Streets                     | 5      | 14 | 1  | 2 | 11 | 8  | 43 | -35 |   |
| 8                                                        | Club Valencia                     | 2      | 14 | 0  | 2 | 12 | 4  | 30 | -26 |   |
| Fuente: Dhivehi Premier League; actualización automática |                                   |        |    |    |   |    |    |    |     |   |